# Svart mikromossa
Svart mikromossa (Cephaloziella varians) är en bladmossart som först beskrevs av Carl Moritz Gottsche, och fick sitt nu gällande namn av Franz Stephani. Svart mikromossa ingår i släktet mikromossor, och familjen Cephaloziellaceae. Arten är reproducerande i Sverige. Inga underarter finns listade i Catalogue of Life.